# Emoia kordoana
Espèce
Synonymes
- Euprepes kordoanus Meyer, 1874
- Euprepes beccari Doria, 1874
- Emoia beccarii (Doria, 1874)
- Lygosoma iridescens Boulenger 1897
- Emoia iridescens (Boulenger 1897)

Emoia kordoana est une espèce de sauriens de la famille des Scincidae.

## Répartition
Cette espèce se rencontre au Sulawesi, en Nouvelle-Guinée et dans l'archipel Bismarck.

## Publication originale
- Meyer, 1874 : über die von ihm auf Neu-Guinea und den. Inseln Jobi, Mysore und Mafoor im Jahre 1873 gesammelten Amphibien.Monatsberichte der Königlichen Preußischen Akademie der Wissenschaften zu Berlin, vol. 1874, p. 128-140 (texte intégral).